# Menschenkenntnis
Menschenkenntnis ist die Fähigkeit, das Verhalten oder den Charakter von Menschen richtig einzuschätzen, zu erkennen und zu beurteilen, und vorherzusagen, wie sie denken und wie sie handeln werden.
Entscheidende Faktoren für diese Fähigkeit sind Lebenserfahrung, Intuition, Intelligenz und Weisheit. Menschenkenntnis ist nicht angeboren, sondern man erwirbt sie durch den häufigen Umgang mit Menschen und durch Erfahrung mit vielen unterschiedlichen Menschen.
Menschenkenntnis kann genutzt werden, um Menschen richtig zu beurteilen, sie zu motivieren, um anderen Menschen einen guten Rat zu geben, tiefere Beziehungen einzugehen usw. Sie kann aber auch zum eigenen Vorteil ausgenutzt werden, zum Beispiel, wenn man Menschen überzeugen, sie verführen oder ihnen etwas verkaufen will.

## Menschenkenntnis in der Literatur
Menschenkenntnis und die Fehler, die Menschen bei der Beurteilung anderer Personen unterlaufen, sind ein häufiges Thema in der Literatur. Ein einschlägiges Beispiel ist W. Somerset Maughams 1935 veröffentlichte Short Story The Voice of the Turtle, die mit den Fehleinschätzungen spielt, die sich auf komplex verschachtelte Weise zwischen den drei Hauptfiguren – dem Erzähler, einem jungen Schriftsteller und einer Primadonna – ergeben, und die den Erzähler am Ende zur Einsicht führen, dass jeder Mensch mehrere Seiten hat und dass man darüber nie auslernt.